# Perissandria lineata
Perissandria lineata là một loài bướm đêm trong họ Noctuidae.